# Revue du MAUSS
Revue du MAUSS (Anti-utilitaristiska rörelsen i samhällsvetenskapen) är en fransk intellektuell rörelse som driver en kritisk linje mot utilitarism och ekonomism inom samhällsvetenskapen och instrumentell rationalism i moralfilosofi och politisk filosofi. Rörelsen grundades 1981 av sociologen Alain Caillé. I tidskriften Revue du MAUSS, som fortfarande ges ut varannan månad, diskuteras ekonomi, antropologi, sociologi och politisk filosofi från ett anti-utilitaristiskt perspektiv.